# 생방송 실종 어린이를 찾습니다
생방송 실종 어린이를 찾습니다는 2013년 10월 26일부터 2014년 4월 5일까지 방송되었던 실종 어린이 찾기 전문 텔레비전 프로그램이다.

## 기획 의도
전국의 실종된 국내 및 국제 입양/이민한 어린이,성인 들의 가족을 찾아주는 텔레비전 프로그램이다.

## 방송 시간
| 방송 채널 | 방송 기간                         | 방송 시간                         |
| --------- | --------------------------------- | --------------------------------- |
| KBS 1TV   | 2013년 10월 26일 ~ 2014년 4월 5일 | 매주 토요일 오전 11시 10분 ~ 12시 |

## 역대 진행자
| 기수 | 진행자    | 진행자 | 진행 기간                         |
| 기수 | 남성      | 여성   | 진행 기간                         |
| ---- | --------- | ------ | --------------------------------- |
| 1기  | 故 이성민 | 김윤지 | 2013년 10월 26일 ~ 2014년 4월 5일 |

## 타이틀 변천사
- 1기 : 그 사람이 보고싶다
- 2기 : 생방송 사람을 찾습니다
- 3기 : 생방송 실종 어린이를 찾습니다

## 같이 보기
- TV는 사랑을 싣고
- 꼭 한번 만나고 싶다